# Izet Nanić

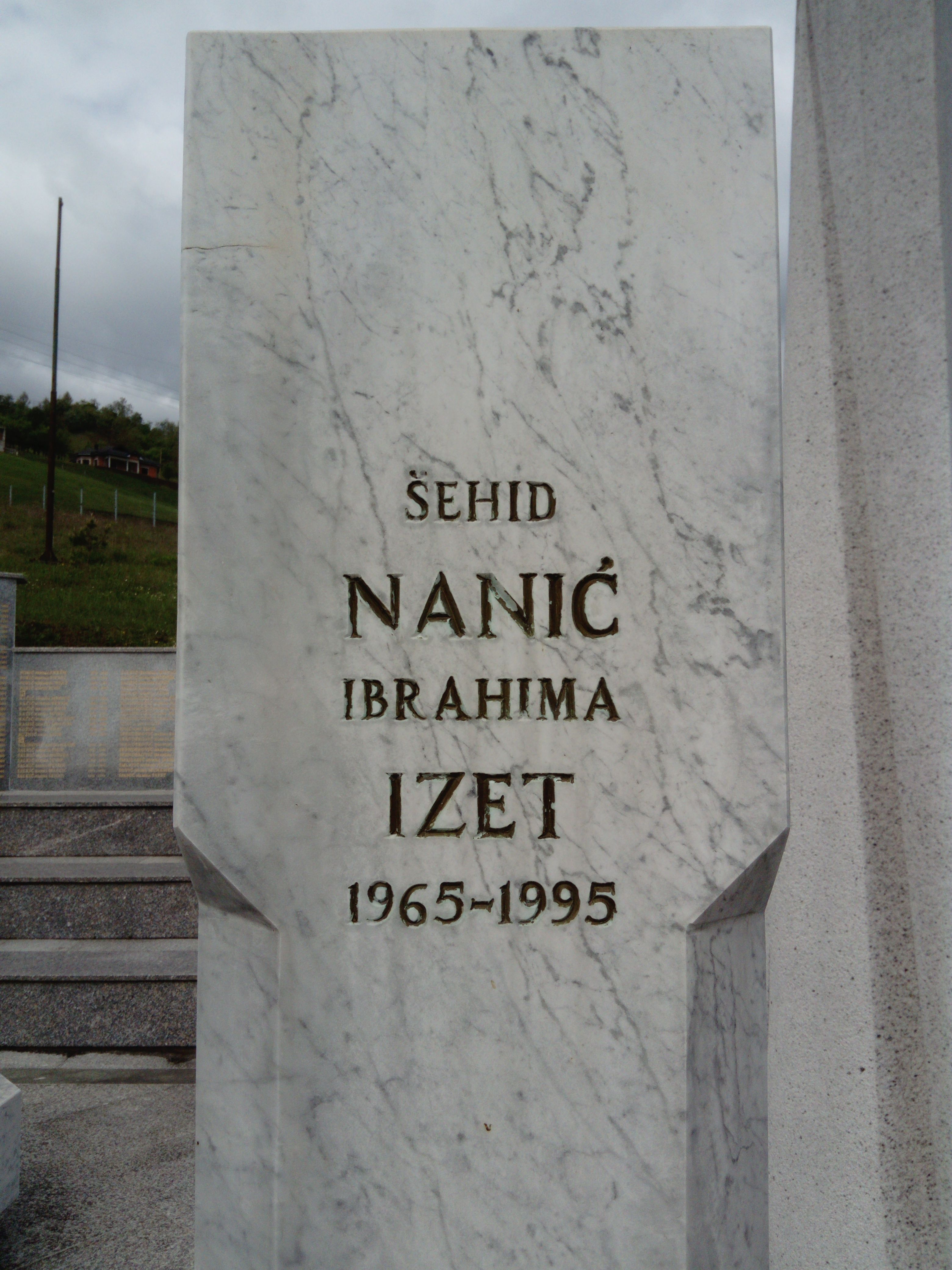
grób Izeta Nanića

Izet Nanić (ur. 4 października 1965 w Bužimiu, zm. śmiercią tragiczną 4 sierpnia 1995) – dowódca 505 brygady piechoty wchodzącej w skład 5 korpusu Armii Bośni i Hercegowiny pod dowództwem gen. Atifa Dudakovića.

## Życiorys
Izet Nanić skończył szkołę średnią w 1984 w Zagrzebiu. Po jej ukończeniu został przyjęty do akademii wojskowej w Belgradzie, którą ukończył w 1987 roku. Służył w jednostce obrony przeciwlotniczej w Kragujevacu. Po wybuchu wojny w Bośni dołączył do sił zbrojnych Armii Republiki Bośni i Hercegowiny. Przez cały okres konfliktu zbrojnego w Bośni był komendantem 505 brygady piechoty stacjonującej w północno-zachodniej Bośni w mieście Bužim. Latem 1995 roku podczas wypierania sił serbskich z okolic granicy bośniacko-chorwackiej zginął tragicznie podczas wymiany ognia. Pozostawił trójkę dzieci: córkę Izet (1988) i dwóch synów Nevzeta (1991) oraz Ibrahima (1993).
Obecnie Izet Nanić wśród ludności bośniackiej uchodzi za „legendarnego komendanta”.

## Odznaczenia
- 1998: Orden heroja oslobodilačkog rata (Order Bohatera Wojny Wyzwoleńczej)[4]
- 1998: awansowany na generała brygady[4]
- 1994: Zlatni ljiljan[3]